# Giro di Svizzera 1971
Il Giro di Svizzera 1971, trentacinquesima edizione della corsa, si svolse dall'11 al 18 giugno 1971 per un percorso di 1 319,1 km, con partenza da Zurigo e arrivo a Olten. Il corridore belga Georges Pintens si aggiudicò la corsa concludendo in 36h05'30".
Dei 61 ciclisti alla partenza arrivarono al traguardo in 50, mentre 11 si ritirarono.

## Tappe
| Tappa  | Data      | Percorso                                      | km      | Vincitore di tappa | Leader cl. generale |
| ------ | --------- | --------------------------------------------- | ------- | ------------------ | ------------------- |
| 1ª     | 11 giugno | Zurigo > Zugo                                 | 167     | Arnaldo Caverzasi  | Arnaldo Caverzasi   |
| 2ª     | 12 giugno | Zugo > Walenstadt                             | 150     | Georges Pintens    | Arnaldo Caverzasi   |
| 3ª     | 13 giugno | Walenstadt > Lenzerheide                      | 91      | Roger De Vlaeminck | Arnaldo Caverzasi   |
| 4ª     | 13 giugno | Vaz/Obervaz > Lenzerheide (cron. individuale) | 7       | Louis Pfenninger   | Louis Pfenninger    |
| 5ª     | 14 giugno | Lenzerheide > Bellinzona                      | 175     | Albert Fritz       | Louis Pfenninger    |
| 6ª     | 15 giugno | Ambrì > Villars-sur-Ollon                     | 189,5   | Ugo Colombo        | Georges Pintens     |
| 7ª     | 16 giugno | Villars-sur-Ollon > Lyss                      | 196     | Gerben Karstens    | Georges Pintens     |
| 8ª     | 17 giugno | Lyss > Frick                                  | 209     | Jan Krekels        | Georges Pintens     |
| 9ª     | 18 giugno | Frick > Olten                                 | 110     | Albert Fritz       | Georges Pintens     |
| 10ª    | 18 giugno | Olten > Olten (cron. individuale)             | 24,6    | Louis Pfenninger   | Georges Pintens     |
| Totale | Totale    | Totale                                        | 1 319,1 |                    |                     |

## Dettagli delle tappe

### 1ª tappa
- 11 giugno: Zurigo > Zugo – 167 km

Risultati
| Pos. | Corridore         | Squadra  | Tempo    |
| ---- | ----------------- | -------- | -------- |
| 1    | Arnaldo Caverzasi | Filotex  | 4h28'38" |
| 2    | Daan Holst        | Goudsmit | a 1'46"  |
| 3    | Gerben Karstens   | Goudsmit | a 2'06"  |

### 2ª tappa
- 12 giugno: Zugo > Walenstadt – 150 km

Risultati
| Pos. | Corridore          | Squadra   | Tempo    |
| ---- | ------------------ | --------- | -------- |
| 1    | Georges Pintens    | Hertekamp | 4h12'26" |
| 2    | Roger De Vlaeminck | Flandria  | a 4"     |
| 3    | Jan Krekels        | Goudsmit  | s.t.     |

### 3ª tappa
- 13 giugno: Walenstadt > Lenzerheide – 91 km

Risultati
| Pos. | Corridore          | Squadra   | Tempo    |
| ---- | ------------------ | --------- | -------- |
| 1    | Roger De Vlaeminck | Flandria  | 2h33'27" |
| 2    | Georges Pintens    | Hertekamp | s.t.     |
| 3    | Louis Pfenninger   | Zimba     | s.t.     |

### 4ª tappa
- 13 giugno: Vaz/Obervaz > Lenzerheide – Cronometro individuale – 7 km

Risultati
| Pos. | Corridore        | Squadra   | Tempo  |
| ---- | ---------------- | --------- | ------ |
| 1    | Louis Pfenninger | Zimba     | 17'54" |
| 2    | Wim Schepers     | Goudsmit  | a 14"  |
| 3    | André Poppe      | Hertekamp | a 17"  |

### 5ª tappa
- 14 giugno: Lenzerheide > Bellinzona – 175 km

Risultati
| Pos. | Corridore          | Squadra     | Tempo    |
| ---- | ------------------ | ----------- | -------- |
| 1    | Albert Fritz       | Möbel Märki | 4h55'53" |
| 2    | Marc Lievens       | Flandria    | s.t.     |
| 3    | Matthijs de Koning | Goudsmit    | s.t.     |

### 6ª tappa
- 15 giugno: Ambrì > Villars-sur-Ollon – 189,5 km

Risultati
| Pos. | Corridore       | Squadra   | Tempo    |
| ---- | --------------- | --------- | -------- |
| 1    | Ugo Colombo     | Filotex   | 5h01'38" |
| 2    | Georges Pintens | Hertekamp | s.t.     |
| 3    | André Poppe     | Hertekamp | a 46"    |

### 7ª tappa
- 16 giugno: Villars-sur-Ollon > Lyss – 196 km

Risultati
| Pos. | Corridore          | Squadra     | Tempo    |
| ---- | ------------------ | ----------- | -------- |
| 1    | Gerben Karstens    | Goudsmit    | 5h00'57" |
| 2    | Albert Fritz       | Möbel Märki | s.t.     |
| 3    | Roger De Vlaeminck | Flandria    | s.t.     |

### 8ª tappa
- 17 giugno: Lyss > Frick – 209 km

Risultati
| Pos. | Corridore          | Squadra  | Tempo    |
| ---- | ------------------ | -------- | -------- |
| 1    | Jan Krekels        | Goudsmit | 5h58'01" |
| 2    | Roger De Vlaeminck | Flandria | s.t.     |
| 3    | Arnaldo Caverzasi  | Filotex  | s.t.     |

### 9ª tappa
- 18 giugno: Frick > Olten – 110 km

Risultati
| Pos. | Corridore          | Squadra     | Tempo    |
| ---- | ------------------ | ----------- | -------- |
| 1    | Albert Fritz       | Möbel Märki | 2h59'57" |
| 2    | Gerben Karstens    | Goudsmit    | s.t.     |
| 3    | Roger De Vlaeminck | Flandria    | s.t.     |

### 10ª tappa
- 18 giugno: Olten > Olten – Cronometro individuale – 24,6 km

Risultati
| Pos. | Corridore          | Squadra   | Tempo  |
| ---- | ------------------ | --------- | ------ |
| 1    | Louis Pfenninger   | Zimba     | 32'53" |
| 2    | Georges Pintens    | Hertekamp | a 24"  |
| 3    | Roger De Vlaeminck | Flandria  | a 25"  |

## Classifiche finali

### Classifica generale
| Pos. | Corridore           | Squadra     | Tempo     |
| ---- | ------------------- | ----------- | --------- |
| 1    | Georges Pintens     | Hertekamp   | 36h05'30" |
| 2    | Louis Pfenninger    | Zimba       | a 42"     |
| 3    | Ugo Colombo         | Filotex     | a 56"     |
| 4    | Roger De Vlaeminck  | Flandria    | a 1'16"   |
| 5    | Arnaldo Caverzasi   | Filotex     | a 2'12"   |
| 6    | André Poppe         | Hertekamp   | a 3'57"   |
| 7    | Edouard Janssens    | Flandria    | a 5'53"   |
| 8    | Bernard Vifian      | Möbel Märki | a 6'34"   |
| 9    | Willy Van Neste     | Flandria    | a 7'01"   |
| 10   | Giovanni Cavalcanti | Filotex     | a 7'28"   |

### Classifica scalatori
| Pos. | Corridore          | Squadra   | Punti |
| ---- | ------------------ | --------- | ----- |
| 1    | Louis Pfenninger   | Zimba     | 37    |
| 2    | Georges Pintens    | Hertekamp | 26    |
| 3    | Roger De Vlaeminck | Flandria  | 24    |
| 4    | Joaquim Leite      | Porto     | 22    |
| 5    | Ugo Colombo        | Filotex   | 21    |

### Classifica a punti
| Pos. | Corridore          | Squadra   | Punti |
| ---- | ------------------ | --------- | ----- |
| 1    | Roger De Vlaeminck | Flandria  | 225   |
| 2    | Georges Pintens    | Hertekamp | 166   |
| 3    | Gerben Karstens    | Goudsmit  | 160   |
| 4    | Louis Pfenninger   | Zimba     | 154   |
| 5    | Arnaldo Caverzasi  | Filotex   | 141   |

### Classifica squadre
| Pos. | Squadra             | Tempo      |
| ---- | ------------------- | ---------- |
| 1    | Filotex             | 105h46'34" |
| 2    | Flandria-Mars       | a 2'21"    |
| 3    | Goudsmit-Hoff       | a 4'08"    |
| 4    | Hertekamp-Magniflex | a 5'18"    |
| 5    | Möbel Märki-Bonanza | a 19'36"   |